# Герцог Монтегю
Герцог Монтегю (англ. Duke of Montagu) — герцогский титул, дважды создававшийся, один раз в пэрстве Англии, а второй раз в пэрстве Великобритании и каждый раз, заканчивающийся угасанием. Впервые он был создан в пэрстве Англии в 1705 году для Ральфа Монтегю, 3-го барона Монтегю из Боутона, со второстепенным титулом маркиза Монтермера, но угас в 1749 году. Первый герцог был удостоен титулов графа Монтегю и виконта Монтермера в 1689 году. Герцогский титул был воссоздан в пэрстве Великобритании в 1766 году для зятя покойного герцога, Джорджа Монтегю (при рождении Браднелл), 4-го графа Кардигана, также со второстепенным титулом маркиза Монтермера. После его смерти в 1790 году титулы герцога и маркиза пресеклись, а графский титул унаследовал его брат, Джеймсу Браднеллу, 5-му графу Кардиган. Герцогский титул был назван в честь древнего англо-нормандского рода, а не какого-либо места.

## Граф Монтегю (1689)
Другие титулы: барон Монтегю из Боутона (1621)
- Ральф Монтегю, 3-й барон Монтегю из Боутона, 1-й граф Монтегю (1638—1709) (удостоен титула герцога Монтегю в 1705 году).

## Герцог Монтегю, первая креация (1705)
Другие титулы: граф Монтегю (1689) и барон Монтегю из Боутона (1621)
- Ральф Монтегю, 1-й герцог Монтегю (1638—1709), придворный и дипломат;
- Джон Монтегю, 2-й герцог Монтегю (1690—1749), единственный сын 1-го герцога, умер без мужского потомства.

## Герцог Монтегю, вторая креация (1766)
Другие титулы: маркиз Монтермер (1766), граф Кардиган (1661), барон Браднелл из Стонтона, в графстве Лестер (1628) и барон Монтегю из Боутона, в графстве Нортгемптон (1786)
- Джордж Монтегю, 1-й герцог Монтегю (1712—1790), зять покойного 2-го герцога первой креации;
- Джон Монтегю, маркиз Монтермер (1735—1770), единственный сын 1-го герцога, умер раньше отца неженатым.